# Freedom Suite (musikalbum av The Rascals)
Freedom Suite är ett musikalbum, ursprungligen lanserat som dubbel-LP av The Rascals i mars 1969 på Atlantic Records. Albumet innehöll gruppens sista stora singelhit och Billboardetta, "People Got to Be Free" och den mindre hitsingeln "A Ray of Hope". Albumet avslutas med två långa experimentella och instrumentala kompositioner, trumsolot "Boom" och jamsessionen "Cute" som bortsett från den kortare "Adrian's Birthday" helt tog upp albumets andra skiva. De första amerikanska utgåvorna av albumet gavs ut i ett silverglänsande skivomslag. De brittiska utgåvorna av albumet gavs ut som en vanlig LP, och de tre sista spåren fanns inte med på dessa utgåvor.

## Låtlista
(upphovsman inom parentes)
1. "America the Beautiful" (Felix Cavaliere) – 2:50
2. "Me and My Friends" (Gene Cornish) – 2:42
3. "Any Dance'll Do" (Cavaliere) – 2:19
4. "Look Around" (Eddie Brigati, Cavaliere) – 3:03
5. "A Ray of Hope" (Brigati, Cavaliere) – 3:40
6. "Island of Love" (Brigati, Cavaliere) – 2:22
7. "Of Course" (Brigati, Cavaliere) – 2:40
8. "Love Was So Easy to Give" (Cornish) – 2:42
9. "People Got to Be Free" (Brigati, Cavaliere) – 2:57
10. "Baby I'm Blue" (Cavaliere) – 2:47
11. "Heaven" (Cavaliere) – 3:22
12. "Adrian's Birthday" (Cavaliere, Cornish, Dino Danelli) – 4:46
13. "Boom" (Danelli) – 13:34
14. "Cute" (Brigati, Cavaliere, Cornish, Danelli) – 15:10

## Listplaceringar
- Billboard 200, USA: #17[1]
- RPM, Kanada: #20[2]